# Hajj
 Der er for få eller ingen kildehenvisninger i denne artikel, hvilket er et problem. Du kan hjælpe ved at angive troværdige kilder til de påstande, som fremføres i artiklen.

Pilgrimsfærden Hajj (eller Hadj) er den 5. af islams fem søjler (religiøse grundpiller).
Muslimer er pålagt at foretage en pilgrimsfærd til Mekka mindst én gang i livet, hvis økonomi og fysik tillader det. Pilgrimsfærden er et udtryk for menneskets lydighed mod Allah, og efter en fuldført pilgrimsfærd er en mand el-Hadj og en kvinde Hadja. Til pilgrimsfærden hører faste ritualer, og vandringen syv gange om den hellige Ka’ba er obligatorisk.
Ka’baen er et symbol på Guds enhed, og vandringen med Ka’baen som centrum er symbol på, hvordan mennesket bør have Gud i bevidsthedens centrum i al sin virksomhed. Pilgrimsfærden aktualiserer abrahamlegenden.
Det sker ved følgende ritualer:
- drikke af ”Zamzam-brønden” vand

- løbe syv ture imellem "Safa" og "Marwa"

- overvære en prædiken på ”Arafat-sletten”, hvor Muhammed holdt sin afskedsprædiken

- kaste syv sten på en søjle i Mina. Det symboliserer steningen af Djævelen, der frister Abraham i legenden

- ofre lam og får til Gud for at udtrykke glæde over, at ofringen af Abrahams søn ikke blev fuldført

Hvert år drager omkring to millioner mennesker fra hele verden på pilgrimsfærd til Mekka i Hidja (pilgrimsmåneden), det islamiske års 12. måned. I 2017 kom 1,7 mio. muslimer til Saudi-Arabien på pilgrimsfærd udover ca. 600.000 af landets egne indbyggere, der også deltog i årets hajj.
Under pilgrimsfærden har alle samme enkle, hvide klædedragt på. Den symboliserer renhed. Det gør, at alle pilgrimmene fremstår ens uafhængigt af, hvilken social klasse, de tilhører. Det udtrykker enhed og fællesskab.
Under pilgrimsfærden er det vigtigt at overholde visse forbud: det forbudt at klippe hår og skæg, bruge parfume og dyrke sex.
I 2006 skete en stor ulykke i forbindelse med Hajj. Mindst 345 blev i panik trampet ihjel i en fodgængertunnel.